# Associazione Calcio Pro Sesto 1999-2000
Questa pagina raccoglie le informazioni riguardanti l'Associazione Calcio Pro Sesto nelle competizioni ufficiali della stagione 1999-2000.

## Stagione
Nella stagione a cavallo del millennio la Pro Sesto ha disputato il girone A del campionato di Serie C2, ottenendo la nona posizione in classifica con 41 punti. Il torneo è stato vinto con 76 punti dallo Spezia che è stato promosso direttamente in Serie C1, la seconda promossa è stata l'Alessandria che ha vinto i playoff. La pro Sesto allenata dal confermato Davide Aggio, inizia il campionato con due vittorie, poi arrivano un umiliante (0-7) con il Varese in Coppa Italia, con una squadra incompleta, e la sconfitta interna (1-2) con la Pro Patria, a Montichiari contro una neopromossa, si pareggia (0-0) giocando quasi tutta la partita in superiorità numerica. A inizio novembre arriva la sconfitta al Breda (0-3) contro il Pontedera, ed il tecnico si dimette, al suo posto viene scelto Simone Boldini, i biancocelesti chiudono l'andata con 18 punti. Il 22 gennaio dopo la sconfitta interna (0-1) con il Montichiari, viene sollevato il tecnico e si ritorna da Davide Aggio. Un campionato che rispecchia quindi tre fasi, nelle prime 11 partite Aggio raccoglie tanto, 15 punti, la gestione Boldini ha portato solo 6 punti in dieci gare, ed infine con il ritorno di Aggio ed alcuni rinforzi, sono arrivati 20 punti, che hanno fruttato un insperato nono posto con 41 punti. Nella Coppa Italia di Serie C la Pro Sesto disputa il girone A di qualificazione, che promuove il Varese ai sedicesimi.

## Rosa
| N. |                   | Ruolo | Calciatore         |
| -- | ----------------- | ----- | ------------------ |
|    | Italia (bandiera) | A     | Carmelo Augliera   |
|    | Gambia (bandiera) | D     | Simon Barjie       |
|    | Italia (bandiera) | D     | Matia Brambilla    |
|    | Italia (bandiera) | P     | Paolo Castelli     |
|    | Italia (bandiera) | C     | Jacopo Colombo     |
|    | Italia (bandiera) | A     | Gabriele Donghi    |
|    | Italia (bandiera) | P     | Oscar Gaidella     |
|    | Italia (bandiera) | C     | Gianni Garghentini |
|    | Italia (bandiera) | C     | Salvatore Giorgio  |
|    | Italia (bandiera) | D     | Paolo Gobba        |
|    | Italia (bandiera) | A     | Antonio Guerrisi   |
|    | Italia (bandiera) | D     | Marcello Lambrughi |
|    | Italia (bandiera) | A     | Paolo Loprieno     |

| N. |                   | Ruolo | Calciatore            |
| -- | ----------------- | ----- | --------------------- |
|    | Italia (bandiera) | A     | Vincenzo Maiolo       |
|    | Italia (bandiera) | D     | Michele Marzini       |
|    | Italia (bandiera) | D     | Claudio Mastropasqua  |
|    | Italia (bandiera) | C     | Federico Meda         |
|    | Italia (bandiera) | C     | Vincenzo Mirabile     |
|    | Italia (bandiera) | C     | Luciano Morello       |
|    | Italia (bandiera) | A     | Marco Morello         |
|    | Italia (bandiera) | D     | Daniele Motta         |
|    | Italia (bandiera) | C     | Francesco Parravicini |
|    | Italia (bandiera) | A     | Raffaele Rubino       |
|    | Italia (bandiera) | C     | Fulvio Saini          |
|    | Italia (bandiera) | D     | Alessandro Terzi      |
|    | Italia (bandiera) | C     | Stefano Tono          |

## Risultati

### Campionato

#### Girone di andata
| Arbitro: | Angrisani (Salerno) |

|              |           |  |
| Augliera 50’ | Marcatori |  |

| Arbitro: | Bonin (Trieste) |

|                    |           |                             |
| Bracaloni 88’, 90’ | Marcatori | 7’, 46’ Augliera 75’ Donghi |

| Arbitro: | Giangrande (L'Aquila) |

|             |           |                              |
| Giorgio 54’ | Marcatori | 49’ Toniolo 71’ Fava Passaro |

| Montichiari 26 settembre 1999 4ª giornata | Montichiari    | 0 – 0 | Pro Sesto | Stadio Romeo Menti\| Arbitro: \| Zenere (Schio) \| |
| Arbitro:                                  | Zenere (Schio) |       |           |                                                    |

| Arbitro: | Squillace (Catanzaro) |

|                            |           |               |
| Augliera 88’ Brambilla 93’ | Marcatori | 19’ Maccarone |

| Arbitro: | Masiero (Mestre) |

|                    |           |                 |
| Menegatti 60’, 62’ | Marcatori | 85’, 95’ Donghi |

| Sesto San Giovanni 17 ottobre 1999 7ª giornata | Pro Sesto         | 0 – 0 | Viareggio | Stadio Breda\| Arbitro: \| Cruciani (Pesaro) \| |
| Arbitro:                                       | Cruciani (Pesaro) |       |           |                                                 |

| Arbitro: | Griselli (Livorno) |

|                                                |           |  |
| Scazzola 42’ (rig.), 78’ (rig.) Bonuccelli 81’ | Marcatori |  |

| Arbitro: | Romeo (Verona) |

|                     |           |  |
| N. Lampugnani 45+4’ | Marcatori |  |

| Arbitro: | Santoro (Domodossola) |

|  |           |                                            |
|  | Marcatori | 10’ Cavataio 85’ Averani 91’ (rig.) Lapini |

| Arbitro: | Rizzoli (Bologna) |

|              |           |  |
| Guerrisi 64’ | Marcatori |  |

| Imperia 21 novembre 1999 12ª giornata | Imperia           | 0 – 0 | Pro Sesto | Stadio Nino Ciccione\| Arbitro: \| Cruciani (Pesaro) \| |
| Arbitro:                              | Cruciani (Pesaro) |       |           |                                                         |

| Arbitro: | Ambrosino (Torre del Greco) |

|  |           |                  |
|  | Marcatori | 82’, 92’ Zaniolo |

| Castelnuovo Garfagnana 5 dicembre 1999 14ª giornata | Castelnuovo     | 0 – 0 | Pro Sesto | Stadio Alessio Nardini\| Arbitro: \| Micoli (Tivoli) \| |
| Arbitro:                                            | Micoli (Tivoli) |       |           |                                                         |

| Arbitro: | Giangrande (L'Aquila) |

|  |           |                              |
|  | Marcatori | 18’, 94’ Galimberti 71’ Nino |

| Arbitro: | Carrer (Conegliano) |

|                        |           |              |
| M. Sala 11’ Giglio 80’ | Marcatori | 19’ Guerrisi |

| Arbitro: | Sacco (Civitavecchia) |

|                          |           |                          |
| Augliera 18’, 26’ (rig.) | Marcatori | 15’ Bonomi 91’ Zaffaroni |

#### Girone di ritorno
| Arbitro: | Nigro (Torre del Greco) |

|              |           |                         |
| C. Bacci 86’ | Marcatori | 42’ Guerrisi 81’ Donghi |

| Arbitro: | Rossomando (Salerno) |

|  |           |              |
|  | Marcatori | 81’ Garofalo |

| Arbitro: | Ferrari (Roma) |

|                                  |           |  |
| Salvalaggio 14’ Fava Passaro 94’ | Marcatori |  |

| Arbitro: | Tonin (Piombino) |

|  |           |              |
|  | Marcatori | 78’ Bottazzi |

| Arbitro: | Porretta (Palermo) |

|                           |           |              |
| Maccarone 46’, 74’ (rig.) | Marcatori | 49’ Guerrisi |

| Arbitro: | Rubino (Salerno) |

|            |           |  |
| Maiolo 17’ | Marcatori |  |

| Arbitro: | Bergonzi (Genova) |

|            |           |                 |
| Luconi 35’ | Marcatori | 68’ Garghentini |

| Sesto San Giovanni 27 febbraio 2000 25ª giornata | Pro Sesto          | 0 – 0 | Alessandria | Stadio Breda\| Arbitro: \| Griselli (Livorno) \| |
| Arbitro:                                         | Griselli (Livorno) |       |             |                                                  |

| Arbitro: | Bianchi (Lucca) |

|                                   |           |  |
| Maiolo 12’ Rubino 17’ Giorgio 40’ | Marcatori |  |

| Arbitro: | Brighi (Cesena) |

|                 |           |                            |
| Bugiolacchi 25’ | Marcatori | 10’ Mirabile 36’ Lambrughi |

| Arbitro: | Santucci (Reggio Calabria) |

|            |           |  |
| Severi 47’ | Marcatori |  |

| Arbitro: | Giordano (Caltanissetta) |

|                                    |           |  |
| Guerrisi 25’ Maiolo 65’ Rubino 75’ | Marcatori |  |

| Arbitro: | Rubino (Salerno) |

|               |           |           |
| F. Fiori I 2’ | Marcatori | 84’ Gobba |

| Arbitro: | Giachero (Pinerolo) |

|                       |           |                              |
| Maiolo 18’ Rubino 41’ | Marcatori | 32’ F. Fiori II 80’ Francini |

| Arbitro: | D'Aguanno (Marsala) |

|  |           |                           |
|  | Marcatori | 11’ J. Colombo 93’ Rubino |

| Arbitro: | Liberti (Genova) |

|              |           |             |
| Augliera 71’ | Marcatori | 92’ M. Sala |

| Arbitro: | Battistella (Conegliano) |

|                            |           |            |
| D'Antuono 3’ Giulietti 89’ | Marcatori | 57’ Maiolo |

### Coppa Italia

#### Girone A
| Arbitro: | Belloli (Bergamo) |

|           |           |                          |
| Adani 70’ | Marcatori | 30’ Giorgio 76’ Augliera |

| Arbitro: | M. Mazzoleni (Bergamo) |

|                       |           |                               |
| Fava Passaro 20’, 43’ | Marcatori | 71’ Mastropasqua 82’ Loprieno |

| 29 agosto 1999 3ª giornata |  | – Turno di riposo Pro Sesto |  |  |

| Arbitro: | Amato (Castellammare di Stabia) |

|                    |           |              |
| Nino 44’, 50’, 76’ | Marcatori | 54’ Loprieno |

| Arbitro: | Marchesi (Bergamo) |

|  |           |                                                                                           |
|  | Marcatori | 9’ Balzaretti 54’ (rig.), 64’ Cavicchia 67’ Andreini 69’ Ferronato 71’ Terni 78’ Magliaro |